# Volker Bauer
Volker Bauer (* 24. März 1971 in Roth) ist ein deutscher Politiker (CSU), Elektromeister und Geschäftsführer.
Seit Oktober 2013 vertritt er als direkt gewählter Landtagsabgeordneter den Stimmkreis Roth (512) im Bayerischen Landtag.

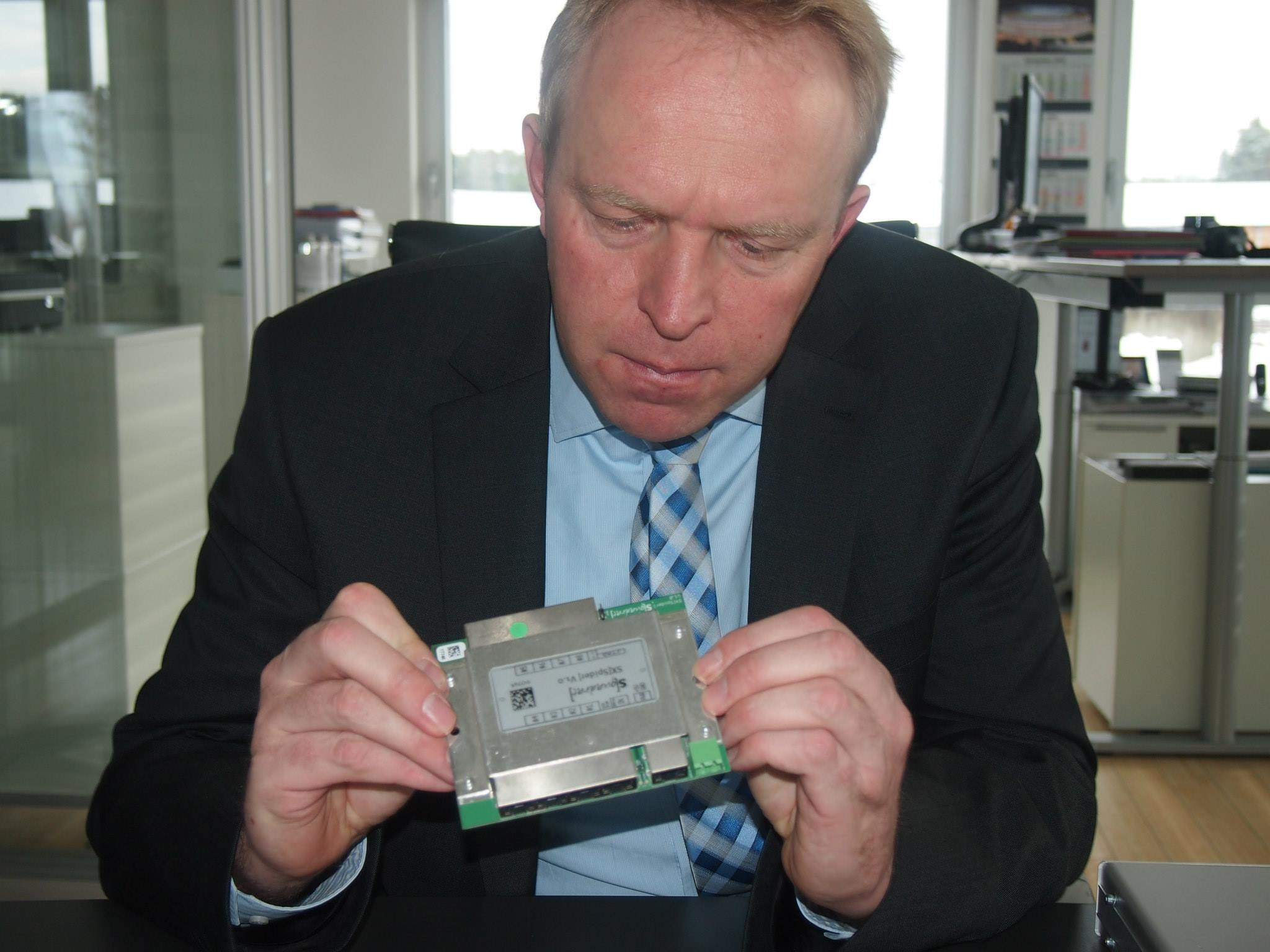
Volker Bauer (2015)

## Privates und Berufliches
In Kammerstein bei Schwabach aufgewachsen, erlernte Volker Bauer den Beruf des Industrieanlagenelektronikers und legte 2000 erfolgreich seine Meisterprüfung ab.
2004 gründete er seine beiden mittelständischen Unternehmen für Elektro- und Antriebstechnik sowie für Eventgeräte und Teamcoaching.
Volker Bauer ist seit 2004 verheiratet. Er ist evangelisch und Vater zweier Kinder und wohnhaft in Kammerstein.

## Politischer Werdegang
Volker Bauer interessierte sich bereits als Jugendlicher für Politik und beteiligte sich beispielsweise in den 1980er Jahren an den Demonstrationen gegen die geplante Wiederaufbereitungsanlage in Wackersdorf (Landkreis Schwandorf, Oberpfalz).
1994 trat Bauer dann in die Junge Union ein, um sich in seiner Heimatgemeinde lokalpolitisch zu engagieren. Bereits 1996 wurde er als einer der Jüngsten im Landkreis Roth zum Gemeinderat in Kammerstein gewählt und zum Jugendbeauftragten ernannt.
Im Landkreis Roth als „der Schwarze mit den grünen Punkten“ bekannt, sprach sich Bauer immer offen gegen Atomkraft aus. Früh erkannte er die Bedeutung regionaler Energiekreisläufe und die damit verbundene Wertschöpfung und entwickelte Ideen zu ihrer Umsetzung vor Ort, wie die Hackschnitzelheizung mit Nahwärmenetz in seiner Heimatkommune. Innerhalb der CSU nahm Bauer von 2002 bis 2009 das Ehrenamt des Kreisgeschäftsführers im CSU-Kreisverband Roth wahr, bevor er 2009 Manfred Weiß als CSU-Kreisvorsitzenden beerbte. In den ersten Jahren seines Vorsitzes stellte er den CSU-Kreisverband Roth inhaltlich gegen Atomkraft auf und war Gründungsmitglied des CSU-Arbeitskreises Energiewende auf Landesebene.
Im September 2013 wurde Bauer nach seinem Wahlkampf (in dem er beispielsweise Bayerns erstes Solarfloß konstruierte) als einziger Abgeordneter für den Stimmkreis Roth in den bayerischen Landtag gewählt.
Bauer ist nach seinem Urgroßvater Heinrich Haiger (MdL 1919–1932) der zweite Landtagsabgeordnete aus der Gemeinde Kammerstein und folgt nach 35 Jahren dem ehemaligen Staatsminister der Justiz Manfred Weiß, als Stimmkreisabgeordneter nach. 2018 und 2023 wurde er erneut in den Landtag gewählt.
Aktuell ist Bauer in den Ausschüssen Umwelt und Verbraucherschutz und Fragen des öffentlichen Dienstes im Bayerischen Landtag.